# Uwe Sauer (Basketballspieler)
Uwe Sauer (* 23. Februar 1963 in Karlsruhe) ist ein deutscher Basketballtrainer und ehemaliger -spieler. Der Aufbauspieler bestritt 42 A-Länderspiele für die deutsche Nationalmannschaft.

## Laufbahn

### Spieler
Sauer spielte in der Jugend des SSC Karlsruhe, wo er bereits an Sichtungslehrgängen des Landestrainers Kurt Siebenhaar in Tailfingen u. a. mit dem späteren Mitspieler Wolf Armbruster beim USC Heidelberg teilnahm, wechselte dann zum USC Heidelberg, wo er mit 18 Jahren seinen Einstand in der Basketball-Bundesliga gab. Im Dezember 1983 feierte er seinen Einstand in der deutschen A-Nationalmannschaft, mit der er 1984 an den Olympischen Sommerspielen in Los Angeles teilnahm. Bei der Europameisterschaft 1985, unter anderem in der heimischen Europahalle, erreichte Sauer mit Deutschland den fünften Platz.
In den Spielzeiten 1984/85 sowie 1985/86 studierte und spielte Sauer an der Santa Clara University im US-Bundesstaat Kalifornien. Er trug die Farben der Hochschulmannschaft in 38 Spielen und verbuchte im Schnitt 2,5 Punkte je Begegnung. Sauer war dort zeitweise Mannschaftskamerad des Deutsch-Amerikaners Jens-Uwe Gordon. 1985 gehörte er zum deutschen EM-Aufgebot. Nach seiner Rückkehr nach Deutschland spielte er in der Bundesliga für Saturn Köln, Steiner Bayreuth, Brandt Hagen und den SSV Ulm 1846. 1997 beendete er seine Spielerkarriere.
1987 und 1988 wurde er mit Köln deutscher Meister, 1989 gewann er mit Bayreuth den DBB-Pokal und die deutsche Meisterschaft. Im DBB-Pokalendspiel 1989 gegen Leverkusen trug er zwölf Punkte zum Bayreuther Sieg bei, in den fünf Endspielen um den deutschen Meistertitel im selben Jahr war Sauer mit 3,2 Punkten je Begegnung am Bayreuther Erfolg beteiligt. 1996 gewann Sauer mit Ulm den DBB-Pokal.

### Trainer
Sauer war von 1997 bis 1999 Assistenztrainer in Ulm, war in diesem Amt daran beteiligt, dass die Mannschaft 1998 deutscher Vizemeister wurde. 1999 wurde er Cheftrainer beim SV 03 Tübingen, den er erst in der zweiten Liga zum Klassenerhalt und dann in der Saison 2000/01 zum Aufstieg in die erste Liga führte sowie den Erstligisten Alba Berlin aus dem Pokalwettbewerb warf. In der Saison 2001/02 musste er mit der Mannschaft aber wieder aus der Bundesliga absteigen. In Tübingen blieb er bis 2003 im Amt. Im Februar 2004 übernahm er den Cheftrainerposten beim Bundesligisten BG Karlsruhe. In der Saison 2006/07 trainierte er den Zweitligaverein 1. FC Kaiserslautern, zur Spielzeit 2007/08 übernahm er den Trainerposten beim Mitteldeutschen BC, Anfang April 2008 wurde er von den Weißenfelsern beurlaubt. Von Januar 2009 bis Saisonende 2008/09 trainierte er die Saar-Pfalz Braves, in der Saison 2010/11 war er Cheftrainer bei der BG Illertal in der 2. Bundesliga ProB und 2011/12 beim USC Heidelberg in der 2. Bundesliga ProA.
Im März 2018 wurde Sauer Mitarbeiter eines Ulmer Unternehmens, das Berufsbasketballspieler und -trainer vermittelt. Neben dem Basketball widmete er sich dem Anfertigen von Holzskulpturen, die er in Ausstellungen der Öffentlichkeit präsentierte.